# Kirsten Bråten Berg
Kirsten Bråten Berg (ur. 7 stycznia 1950 w Arendal) – norweska wokalistka folkowa.
Berg jest wiodącą postacią norweskiej sceny folkowej, odkąd przeniosła się do Setesdal na początku lat 70. XX wieku. Tworzy we współpracy z basistą jazzowym Arildem Andersenem, prywatnie jej partnerem życiowym, brazylijskim perkusistą Naná Vasconcelos oraz współczesnym kompozytorem Janem Erikiem Pettersenem.

## Nagrody i wyróżnienia
| Rok  | Kategoria                | Tytułem                 | Nagroda          | Nota      | Źródło |
| ---- | ------------------------ | ----------------------- | ---------------- | --------- | ------ |
| 1979 | Gammeldancs/folkemuysikk | Slinkombas              | Spellemannprisen | Laur      | [ 1 ]  |
| 1981 | Folkemusikk              | Kirsten Bråten Berg     | Spellemannprisen | Nominacja | [ 1 ]  |
| 1988 | Gammeldancs/folkemuysikk | Min Kvedarlund          | Spellemannprisen | Laur      | [ 1 ]  |
| 1991 | Gammeldancs/folkemuysikk | Juletid                 | Spellemannprisen | Nominacja | [ 1 ]  |
| 1993 | Barneplater              | Våre Best Narnesanger 2 | Spellemannprisen | Laur      | [ 1 ]  |
| 1996 | Åpen klasse              | Pilegrimen              | Spellemannprisen | Nominacja | [ 1 ]  |
| 2001 | Viser                    | Syng du mi røyst        | Spellemannprisen | Nominacja | [ 1 ]  |